# Camilla Svensson-Gustafsson
Camilla Svensson-Gustafsson (20 de janeiro de 1969) é uma ex-futebolista profissional sueca que atuava como defensora.

## Carreira
Camilla Svensson-Gustafsson fez parte do elenco da Seleção Sueca de Futebol Feminino, nas Olimpíadas de 1996.